# Estación de Creueta (TRAM Alicante)
Creueta es una parada del TRAM Metropolitano de Alicante donde presta servicio la línea 1. Está situada dentro del casco urbano de Villajoyosa, al este del río Amadorio.

## Localización y características
Se encuentra ubicada en la avenida Bernat de Sarriá, desde donde se accede. Dispone de tres andenes, tres vías y máquina para venta anticipada de billetes.

## Líneas y conexiones
| << Cabecera | < Estación     | Línea | Estación >     | Cabecera >> |
| ----------- | -------------- | ----- | -------------- | ----------- |
| Luceros     | La Vila Joiosa |       | Costera Pastor | Benidorm    |

## Evolución del Tráfico
La evolución del número de viajeros en los últimos años ha sido la siguiente:
| Año       | 2014   | 2015   | 2016   | 2017 | 2018 | 2019 | 2020 | 2021 |
| --------- | ------ | ------ | ------ | ---- | ---- | ---- | ---- | ---- |
| Pasajeros | 58.342 | 55.512 | 54.439 | (*)  | (*)  | (*)  | (*)  | (*)  |

(*) Sin datos publicados.